# Club de Pescadores

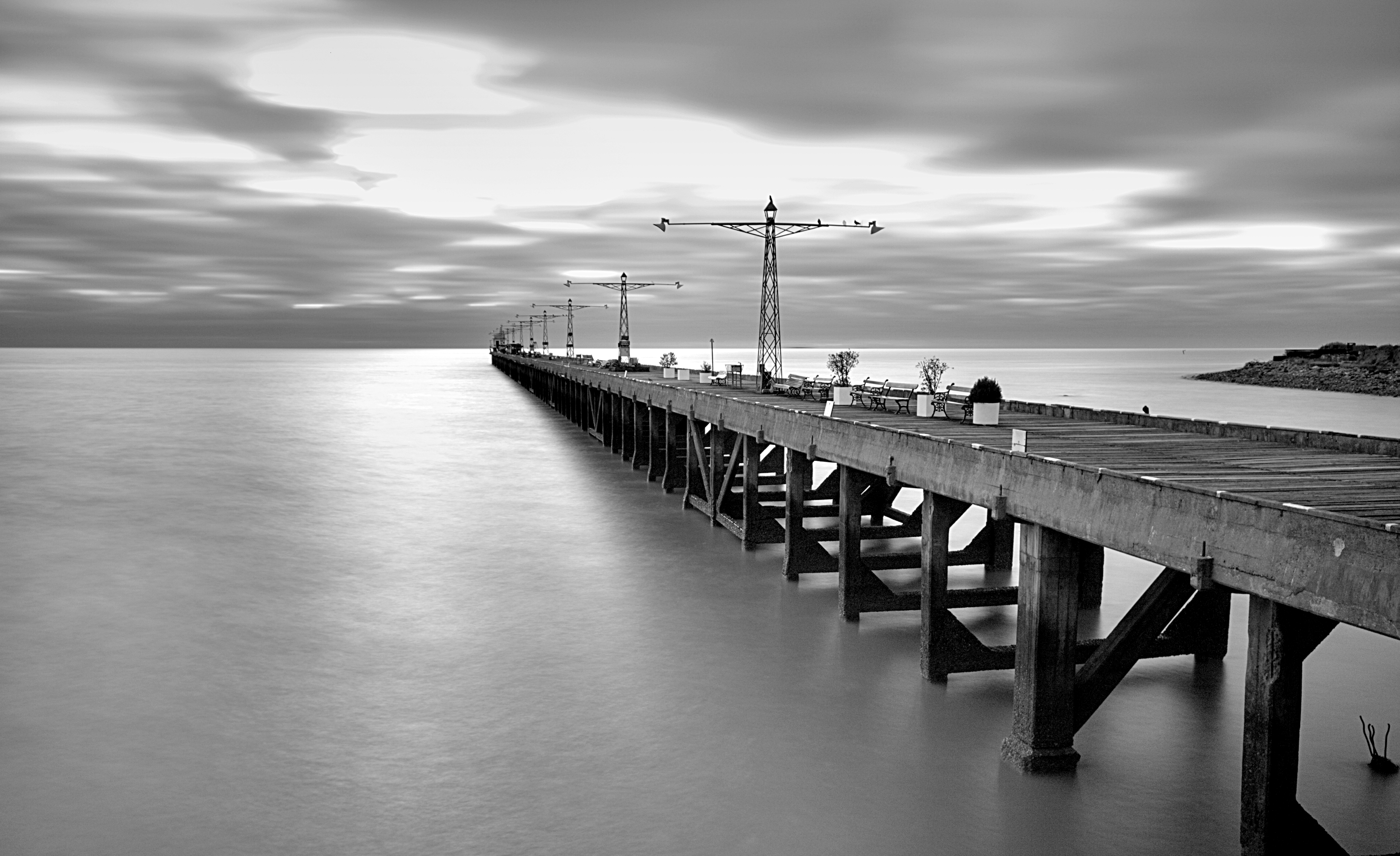
El muelle visto desde el edificio del club hacia el Río de la Plata.

El Club de Pescadores Buenos Aires es un tradicional club de pesca ubicado en el barrio de Palermo en la ciudad de Buenos Aires en Argentina.

## Sedes
Además del centro ubicado en Buenos Aires en la Avenida Costanera Rafael Obligado junto al Aeroparque Jorge Newbery, el club posee cuatro centros más ubicados en la ciudad de Chascomús, la sede de "Paraná Guazú" en la provincia de Entre Ríos sobre el Río Paraná, en "Santa Clara del Mar" (partido de la Costa) y en la desembocadura del río "Barca Grande", siendo ésta la más nueva de todas las sedes.

## Historia
La actividad del club comienza el 3 de agosto de 1903 en un abandonado muelle, llamado de los Franceses (pues perteneció a una carbonería perteneciente a una compañía francesa), que era una suerte de prolongación de la actual calle Ayacucho, unido a los murallones por donde pasaban los trenes a la Estación Retiro. Una sudestada destruyó el muelle en 1905, lo que obligó a construir, recién en 1930, uno nuevo, con pilotes de quebracho, de 500 m de largo.
El Asesor Técnico Honorario del Club para la construcción era el Ingeniero José N. Quartino (quien fuera Secretario de Obras Públicas), que confeccionó los planos y los presentó al Superior Gobierno de la Nación el 26 de junio de 1928. El Ingeniero Quartino tuvo como premisa de trabajo la idea de que el Club no sólo debía ser digno de la institución misma, sino un orgullo arquitectónico de Buenos Aires, excepcional en el mundo, como advirtiera Marcelo Torcuato de Alvear.
El 16 de enero de 1937 con la presencia del Presidente de la República General Agustín Pedro Justo, se inaugura oficialmente, totalmente terminado, amueblado y decorado, el edificio social actual en el barrio de Palermo, en la misma ubicación que se encuentra actualmente: Rafael Obligado y Sarmiento. El edificio es de estilo Tudor y en él se hallan colecciones, trofeos y un acuario dedicado a la fauna ictícola del Río de La Plata.
El 11 de junio de 2001 se declara Monumento Histórico Nacional al edificio de la sede central del club por el Decreto 766/01: "...la Nación Argentina reconoce al Club de Pescadores como Monumento Histórico Nacional, dejándose así consolidada su permanencia definitiva en la ribera del Río de la Plata".

## Transporte (colectivos)
En las inmediaciones del Club se encuentran algunas líneas de colectivos que recorren la zona.
Algunas líneas de colectivos que pasan cerca del club:
21, 28, 33, 117,
34,
166
.